# Повіт Хіґасі-Камбара
Пові́т Хіґа́сі-Ка́мбара (яп. 東蒲原郡, ひがしかんばらぐん, МФА: [çigaɕi̥ kambaɾa guɴ]) — повіт в префектурі Ніїґата, Японія.